# Хун (король Восточной Англии)
Хун — гипотетический король Восточной Англии, правивший в середине VIII века. В настоящее время ведутся споры по поводу его существования, однако он мог разделять власть с Беорной и Этельбертом I после 749 года.

## Идентичность
В составленной в XII веке Симеоном Даремским хронике Historia Regum отмечено, что Хунбеорна и Этельберт разделили королевство Восточной Англии после смерти Эльфвальда в 749 году. Другие источники называют короля Беорна, без приставки хун. Английские историки Х. М. Чедвик и Дороти Уайтлок считали, что королевство было разделено не между двумя королями, а между тремя, объясняя это тем, что писец мог ошибочно соединить два имени и написать Хунбеорна.
Также существует продолжение гипотезы Чадвика и Уайтлок утверждающее, что Хун, Беорна и Этельберт правили в регионах королевства Норфолк, Суффолк и Или соответственно.
С другой стороны, историк Д. П. Кёрби считает, что разделения королевства не было: Хун, Беорна и Этельберт (которого он считает Этельбертом II, а не Этельбертом I) правили друг за другом. Также он считает датой прихода к власти Беорны 758 год. Это позволяет предполагать, что Хун правил 10 лет.